# 光啟
光啟（885年三月—888年二月）是唐僖宗李儇的第四個年號，共计4年。

## 改元
- 中和五年——三月十四日，改元光啟元年。[2][3][4]
- 光啟四年——二月二十二日，改元文德元年。[5][6][7]

## 紀年
| 光啟 | 元年  | 二年  | 三年  | 四年  |
| ---- | ----- | ----- | ----- | ----- |
| 公元 | 885年 | 886年 | 887年 | 888年 |
| 干支 | 乙巳  | 丙午  | 丁未  | 戊申  |

## 同期存在的其他政权年号
- 中國
  - 建貞（886年）：唐朝時期貴族領袖襄王李熅之年號
  - 貞明（878年－？）：南詔—隆舜之年號
  - 承智（？－？）：南詔—隆舜之年號
  - 大同（？－888年）：南詔—隆舜之年號
- 日本
  - 元慶（877年－885年）：平安時代—陽成天皇、光孝天皇之年號
  - 仁和（885年－889年）：平安時代—光孝天皇、宇多天皇之年號

## 參看
- 中國年號索引